# 54 Piscium b

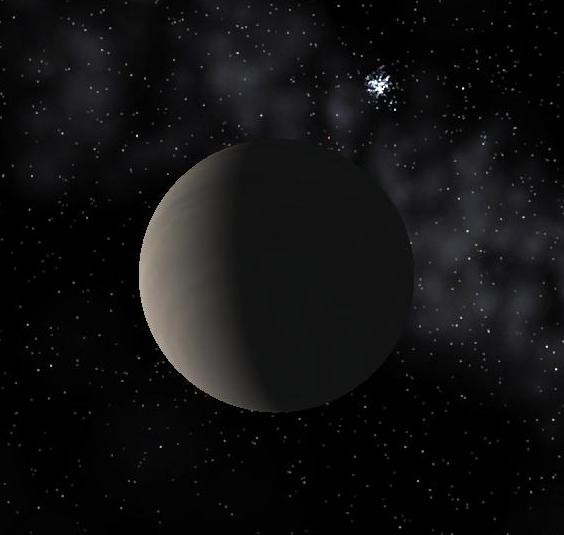
54 Piscium b como visto em Celestia.

54 Piscium b (HD 3651 b), ocasionalmente catalogado como  54 Piscium Ab, a fim de diferenciar da anã marrom do sistema, é um planeta extrassolar localizado a cerca de 36 anos-luz de distância a partir da Terra na constelação de Pisces. O planeta foi descoberto em órbita da estrela anã laranja 54 Piscium. A massa mínima do planeta é um quinto da de Júpiter, ele orbita a estrela em uma órbita muito excêntrica a cada dois meses.

## Descoberta
Em 16 de janeiro de 2002, uma equipe de astrônomos (liderada por Geoffrey Marcy) anunciou a descoberta de um planeta extrassolar em torno de 54 Piscium usando o método da velocidade radial, um processo utiliza que o efeito de "oscilação" que uma estrela pode sofrer se algum objeto estiver puxando-a, para definir a presença de um corpo planetário. O planeta foi estimado para ter uma massa de apenas 20 por cento da de Júpiter (tornando o planeta em torno do mesmo tamanho e massa de Saturno).

## Órbita e massa

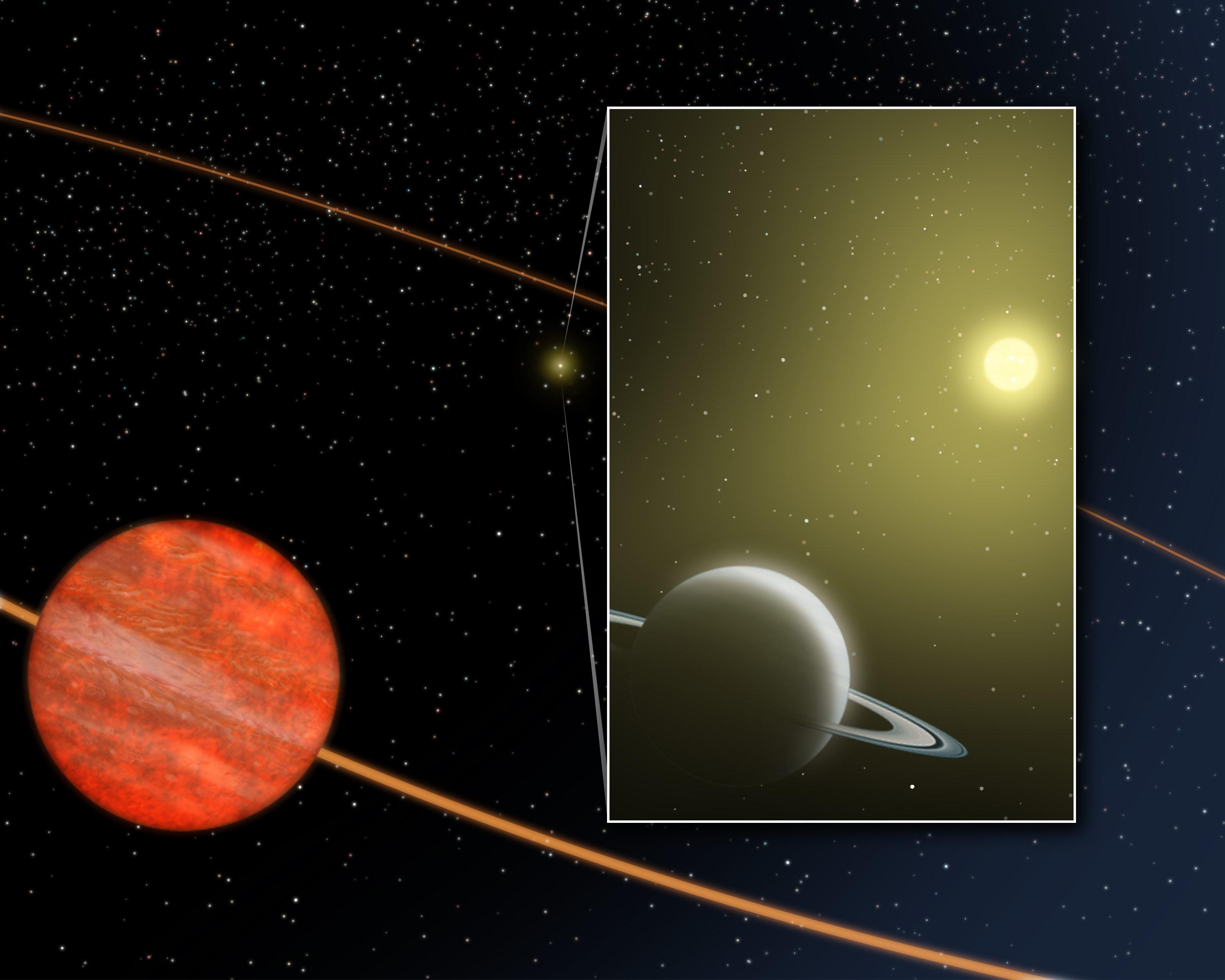
Impressão artística da anã marrom (54 Piscium B) e do planeta mais perto da sua estrela (54 Piscium b)

O planeta orbita a sua estrela a uma distância de 0,28 unidades astronômicas (o que seria dentro da órbita de Mercúrio), que leva cerca de 62 dias para ser concluir uma órbita. O planeta tem uma alta excentricidade de cerca de 0,63. A órbita altamente elíptica, no entanto, foi sugerido que a gravidade de um objeto invisível mais longe que a estrela estava puxando o planeta para fora. A órbita excêntrica tornou-se clara, com a descoberta de uma anã marrom dentro do sistema.